# Distrikt Curahuasi
Der Distrikt Curahuasi liegt in der Provinz Abancay in der Region Apurímac in Zentral-Peru. Der Distrikt wurde am 2. Januar 1857 gegründet. Er hat eine Fläche von 857 km². Beim Zensus 2017 lebten 17.065 Einwohner im Distrikt. Im Jahr 1993 lag die Einwohnerzahl bei 16.137, im Jahr 2007 bei 16.532. Die Distriktverwaltung befindet sich in der auf einer Höhe von etwa 2688 m gelegenen Kleinstadt Curahuasi mit 6780 Einwohnern (Stand 2017). Curahuasi liegt 3 km südlich vom Río Apurímac sowie 23 km ostnordöstlich der Provinz- und Regionshauptstadt Abancay. In der Stadt Curahuasi befindet sich das Missionsspital Diospi Suyana. Der archäologische Fundplatz Sayhuite (oder Saywite) befindet sich 12 km westlich von Curahuasi.

## Geographische Lage
Der Distrikt Curahuasi liegt im Nordosten der Provinz Abancay. Der Distrikt liegt im Andenhochland am Südufer des in Richtung Westnordwest strömenden Río Apurímac. Der Río Antilla entwässert den zentralen Teil des Distrikts nach Norden zum Río Apurímac.
Der Distrikt Curahuasi grenzt im Südwesten an den Distrikt Lambrama, im Westen an die Distrikte Abancay, Tamburco und Huanipaca, im Norden an die Distrikte Mollepata und Limatambo (beide in der Provinz Anta) im Osten an die Distrikte Cotabambas und Coyllurqui (beide in der Provinz Cotabambas) sowie im Südosten an den Distrikt Mariscal Gamarra (Provinz Grau).

## Orte im Distrikt
Neben dem Hauptort Curahuasi gibt es folgende größere Orte im Distrikt:
- Concacha (625 Einwohner)
- Saywite (706 Einwohner)
- Trancapata Baja (527 Einwohner)